# 17882 Тілєманн
17882 Тілєманн (17882 Thielemann) — астероїд головного поясу, відкритий 10 лютого 1999 року.
Тіссеранів параметр щодо Юпітера — 3,597.